# Fijewo (gromada w powiecie wąbrzeskim)
Fijewo – dawna gromada, czyli najmniejsza jednostka podziału terytorialnego Polskiej Rzeczypospolitej Ludowej w latach 1954–1972.
Gromady, z gromadzkimi radami narodowymi (GRN) jako organami władzy najniższego stopnia na wsi, funkcjonowały od reformy reorganizującej administrację wiejską przeprowadzonej jesienią 1954 do momentu ich zniesienia z dniem 1 stycznia 1973, tym samym wypierając organizację gminną w latach 1954–1972.
Gromadę Fijewo z siedzibą GRN w Fijewie utworzono – jako jedną z 8759 gromad na obszarze Polski – w powiecie grudziądzkim w woj. bydgoskim, na mocy uchwały nr 24/6 WRN w Bydgoszczy z dnia 5 października 1954. W skład jednostki weszły obszary dotychczasowych gromad Fijewo, Nowydwór, Szumiłowo i Zakrzewo oraz wieś Radzyn z dotychczasowej gromady Radzyn Chełmiński ze zniesionej gminy Radzyn w tymże powiecie. Dla gromady ustalono 23 członków gromadzkiej rady narodowej.
1 stycznia 1956 gromadę włączono do powiatu wąbrzeskiego w tymże województwie.
31 grudnia 1959 do gromady Fijewo włączono obszar zniesionej gromady Zielnowo w tymże powiecie.
31 grudnia 1961 z gromady Fijewo wyłączono wieś Wiktorowo, włączając ją do gromady Okonin w powiecie grudziądzkim w tymże województwie; do gromady Fijewo włączono natomiast wieś Mazanki ze zniesionej gromady Jarantowice w powiecie wąbrzeskim.
1 stycznia 1969 z gromady Fijewo wyłączono grunty o powierzchni ogólnej 17,16 ha, włączając je do miasta Radzyń Chełmiński w tymże powiecie; do gromady Fijewo z Radzynia Chełmińskiego włączono natomiast grunty rolne o powierzchni ogólnej 1.053,89 ha oraz sołectwa Rywałd, Stara Ruda, Gołębiewo i Czeczewo ze zniesionej gromady Rywałd – w tymże powiecie.
Gromada przetrwała do końca 1972 roku, czyli do kolejnej reformy gminnej.